# الشركة العربية للأنابيب
الشركة العربية للأنابيب هي شركة مساهمة سعودية، تأسست في الأول من يوليو عام 1991، برأس مال ثلاثمئة وخمسة عشر مليون ريال سعودي. تنشط الشركة في صناعة الأنابيب وقد أسست كل من: الشركة العربية يادونج للتغليف المحدودة، شركة التصنيع وخدمات الطاقة.

## تعليق التداول
في يوم الأحد 2 مايو 2021، أعلنت «تداول السعودية» تعليق تداول سهم الشركة العربية للأنابيب لعدم التزام الشركة بالإعلان عن القوائم المالية السنوية المنتهية في 31 ديسمبر 2020 خلال المدة النظامية. وأغلق السهم في آخر جلسة تداول يوم 29 أبريل عند 20.02 ريال. في 1 يوليو 2021، أعلنت «تداول» رفع تعليق تداول أسهم الشركة، اعتباراً من يوم الأحد الموافق 4 يوليو 2021.